# Plesianones
Plesianones är ett släkte av skalbaggar. Plesianones ingår i familjen vivlar.
Kladogram enligt Catalogue of Life:
| Plesianones | \| \| Plesianones angusticollis \| \| \| \| |
|             | \| \| Plesianones angusticollis \| \| \| \| |
|             | Plesianones angusticollis                   |
|             |                                             |